# Paradoja de Ellsberg

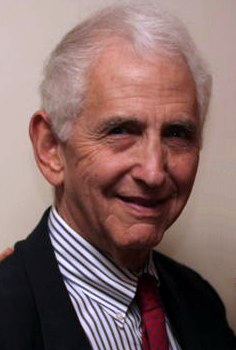
Daniel Ellsberg en 2006.

La paradoja de Ellsberg es un fenómeno conocido de la teoría de la decisión. Cuando la gente debe escoger entre dos opciones, la mayoría se decide por aquella donde la probabilidad es conocida. Puede caer en contradicción con el axioma de independencia en la teoría de la decisión.

## La experiencia de Ellsberg
Daniel Ellsberg describió su experiencia en 1961: una urna contiene 90 bolas, de las que 30 son rojas.  El resto de las bolas son amarillas o negras, pero se desconoce su distribución. Un caso de incertidumbre knightiana.
Algunas personas fueron sometidas a una apuesta:
- Apuesta A: Quien saque una bola roja gana una cantidad monetaria, las amarillas y las negras pierden.
- Apuesta B: Quien saque una bola amarilla gana, el resto pierde.

La mayoría de las personas optan por la A.
Después se cambian las apuestas de manera que en ambos casos las bolas negras son ganadoras:
- Apuesta C: Quien saque una bola roja o negra gana, las amarillas pierden.
- Apuesta D: Quien saque una bola amarilla o negra gana, las rojas pierden.

En este caso, la mayoría de las personas escogen la opción D, lo cual entra en contradicción con la decisión anterior de escoger la apuesta A, a pesar de que la bola negra es ganadora en ambas opciones C y D, lo cual no aporta diferencia alguna (por esto es una Paradoja). Ellsberg explica este resultado entre el riesgo y la incertidumbre de la siguiente manera: "En la noción de riesgo, se conoce la probabilidad (ejemplo: lanzamiento de dados) pero no la incertidumbre".
Ellsberg explica este resultado por la toma de decisión entre el riesgo y la incertidumbre, algo que se denominó incertidumbre knightiana. Las personas sometidas al test suponen prudentemente que la distribución desconocida de las bolas negras y amarillas puede traerles desventaja y, por lo tanto, escogen en ambas ocasiones bajo el riesgo conocido (1/3 en la primera prueba, 2/3 en la segunda).